# Fodor Géza (dramaturg)
Fodor Géza (Budapest, 1943. május 2. – Budapest, 2008. október 7.) Széchenyi-díjas magyar dramaturg, esztéta, egyetemi docens.
Kutatási területe a színház- és drámaesztétika volt. Több értékes kortárs magyar dráma (pl. Halleluja, Csirkefej) színpadra segítését, dramaturgiai gondozását végezte el.

## Életpályája
1967-ben végzett az ELTE-n, magyar és filozófia szakon. 1975-ben megszerezte a filozófiai tudományok kandidátusa címet, 2004-ben az akadémiai doktori fokozatot. A Magyar Tudományos Akadémia Színház- és Filmművészeti Bizottságának tagja volt.
A Magyar Tudományos Akadémia Filozófiai Intézetében dolgozott 1967 – 1973 között. 1973-tól az ELTE Bölcsészettudományi Kar Esztétika Tanszékének oktatója volt, 1990-től egyetemi docens.
1978-1982 között a Nemzeti Színház, 1982-től az általa is alapított Katona József Színház dramaturgja volt. 1987-1989 között a Magyar Állami Operaház vezető dramaturgja, művészeti tanácsadója. 1982-től (egy kétéves szünet kivételével) a Muzsika című folyóirat operakritikusa, éveken keresztül az Élet és Irodalom zenekritikusa volt. 1989-ben a Holmi c. folyóirat alapítói között volt, később is szerkesztette a lapot.
1992-1997 között a Színház- és Filmművészeti Főiskolán színháztörténetet, dráma- és operaelemzést oktatott.
A Színház c. folyóiratban 5 éven keresztül adott közre klasszikus színházelméleti szövegeket kommentárjaival. Több tanulmánya jelent meg gyűjteményes kötetekben.

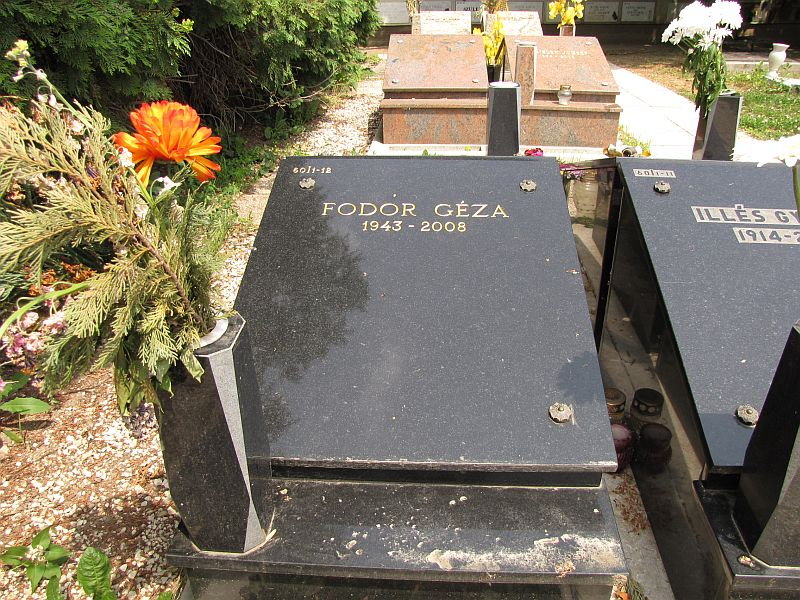
Fodor Géza sírja Budapesten. Farkasréti temető: 60/1-burkolt-12

## Művei
- Zene és dráma; Magvető, Bp., 1974 (Elvek és utak)
- Az ajtón kívül (librettó Balassa Sándor operájához, 1979)
- Operai napló; Magvető, Bp., 1986 (Elvek és utak)
- Zene és színház (Budapest, 1998)
- Petri György költészete; Szépirodalmi, Bp., 1991 (Zsebbe való kis könyvek)
- Zene és színház; Argumentum–MTA Lukács Archívum, Bp., 1998 (Alternatívák)
- Das hoffnungslose Meisterwerk (Cuxhaven-Dartford, 1999)
- A Mozart-opera világképe (Typotex Kiadó, Budapest, 2002, ISBN 978-963-9326-47-7)
- Karl és Anna (librettó Balassa Sándor operájához)
- Az Opera minden. Blum Tamás emlékezete; szerk. Fodor Géza, Réz Pál; Aduprint, Bp., 2007
- Magánszínház; Magvető, Bp., 2009
- Mozart Don Juanja; Typotex, Bp., 2009 (Claves ad musicam) ISBN 978-963-2790-72-5
- Mi szól a lemezen? 1. Operafelvételek Monteverditől Lisztig. Typotex Kiadó, 2012, ISBN 978-963-2795-80-5
- Mi szól a lemezen? 2. Verdi és Wagner. Typotex Kiadó, 2012, ISBN 978-963-2796-66-6
- Mi szól a lemezen? 3. Offenbachtól Henzéig. Typotex Kiadó, 2013, ISBN 978-963-2793-09-2

### Gyűjteményes kötetekben
- Egy vers keresése, in: Vas István: Óda az észhez (Nap Kiadó, Budapest, 1999)
- A mór Velencéje, in: Diotima (Osiris-Gond, Budapest, 1999)
- „megmenthetetlenül személyes ami jó volt”, in: A napsütötte sáv (Nap Kiadó, 2000)

## Díjai, elismerései
- 1986 – Révay József-díj (MTA Ókortudományi Társaság)
- 1987, 1990 – Kritikusok díja (VI. és IX. Országos Színházi Találkozó, a legjobb dramaturgiai munkáért)
- 1988 – Erkel Ferenc-díj
- 1989 – Bálint Lajos-vándorgyűrű
- 1989 – Thália vándorgyűrű
- 1990 – Déry Tibor-jutalom
- 1992 – Táncsics Mihály-díj
- 1997 – Madách Imre-díj
- 2001 – Nádasdy Kálmán-díj
- 2006 – Széchenyi-díj